# 宇都宮二荒山神社
宇都宮二荒山神社（日语：うつのみやふたあらやまじんじゃ）是位在日本栃木縣宇都宮市的神社。為式內社（名神大社）、下野國一宮、舊社格為國幣中社（現神社本廳的別表神社）。
正式名稱是二荒山神社，但是為了區別日光的二荒山神社（ふたらさんじんじゃ），冠上鎮座地名。另外，也通稱「二荒さん」。

## 關連項目
- 神社

## 外部連結
- 二荒山會館（页面存档备份，存于）